# Municipio de Magdalena (Sonora)
El municipio de Magdalena es uno de los 72 municipios que integran el estado mexicano de Sonora, situada en el centro-norte del estado y su cabecera es la ciudad de Magdalena de Kino.

## Geografía
Está ubicado en la parte norte del Estado de Sonora, a 80 kilómetros de la frontera con Estados Unidos, sus coordenadas extremas son 30° 26' - 31° 06' de latitud norte y 110° 44' - 111° 18' de longitud oeste, su altitud fluctúa entre un mínimo de 500 y un máximo de 2 100 metros sobre el nivel del mar. El municipio cuenta con una superficie de 1,460.23 kilómetros cuadrados que representan el 3% de la superficie total de Sonora.
Colinda al norte con el municipio de Nogales, al sur con el municipio de Santa Ana (Sonora), al este con el municipio de Imuris y el municipio de Cucurpe y al oeste con los municipios de Tubutama y Sáric.

## Demografía
De acuerdo a los resultados del Censo de Población y Vivienda de 2010 realizado por el Instituto Nacional de Estadística y Geografía, la población total del municipio de Magdalena es de 29 707 personas, de las cuales 14 848 son hombres y 14 859 son mujeres.

### Localidades
En el municipio de Magdalena se localizan 283 localidades, las principales y su población en 2010 se enlistan a continuación:
| Localidad         | Población |
| Total Municipio   | 29 707    |
| Magdalena de Kino | 26 605    |
| San Ignacio       | 1 140     |
| El Tasícuri       | 545       |
| La Cebolla        | 234       |

## Política

### Presidentes municipales
| Presidente municipal           | Período               | Partido político                | Notas                                        |
| Enrique Campbell Noriega       | 1915–1917             |                                 |                                              |
| Enrique Woolfolk               | 1927                  |                                 |                                              |
| Juan Irigoyen Monroy           | 1934–1935             | PNR                             |                                              |
| Ignacio Hopkins Serrano        | 1937–1939             | PNR                             |                                              |
| Roberto Urías G.               | 1939–1941             | PRM                             |                                              |
| Enrique C. Félix               | 1941–1943             | PRM                             |                                              |
| Lauro Grijalva López           | 1943–1946             | PRM                             |                                              |
| Vicente Terán Carrillo         | 1946–1949             | PRI                             |                                              |
| Arturo Moreno Federico         | 1949–1952             | CI                              |                                              |
| Arturo Fernando Félix          | 1952–1955             | PRI                             |                                              |
| Luis E. Donnadieu              | 1955–1958             | PRI                             |                                              |
| Arturo Soto Maldonado          | 1958–1961             | PRI                             |                                              |
| Álvaro Trelles Serna           | 1961–1964             | PRI                             |                                              |
| Gerardo G. Nava                | 1964–1967             | PRI                             |                                              |
| Manuel Félix Castro            | 1967–1970             | PRI                             |                                              |
| Luis Gallardo Valenzuela       | 1970–1973             | PRI                             |                                              |
| Alicia Arellano Tapia          | 1973–1976             | PRI                             |                                              |
| José de Jesús Rochín Durazo    | 1976–1978             | PRI                             |                                              |
| Roberto Terán Woolfolk         | 1978–1979             | PRI                             |                                              |
| Trinidad del Villar del C.     | 1979–1982             | PRI                             |                                              |
| Luis Colosio Fernández         | 1982–1985             | PRI                             |                                              |
| Zarina Fernández Moreno        | 1985–1988             | PRI                             |                                              |
| Gilberto Jayassi Parra         | 1988–1991             | PRI                             |                                              |
| Alejandro Soto Bastián         | 1991–1994             | PRI                             |                                              |
| Severino Colosio Fernández     | 1994–1997             | PRI                             |                                              |
| Mario Rochín Durazo            | 1997–2000             | PRI                             |                                              |
| Luis Norberto Fernández Riesgo | 2000–2003             | PAN                             |                                              |
| Luis Alfonso Robles Contreras  | 16-09-2003–15-09-2006 | PRI                             |                                              |
| Adriana Hoyos Rodríguez        | 16-09-2006–15-09-2009 | PRI Panal                       | Alianza PRI Sonora-Panal                     |
| Luis Melecio Chavarín Gaxiola  | 16-09-2009–15-09-2012 | PRI PVEM Panal                  |                                              |
| Jesús Rodolfo Martínez Leal    | 16/09-2012–15-09-2015 | PAN Panal                       |                                              |
| Luis Alfonso Robles Contreras  | 16-09-2015–15-09-2018 | PRI PVEM Panal                  | Coalición "Por un Gobierno Honesto y Eficaz" |
| Francisco Javier Zepeda Munro  | 16-09-2018–15-09-2021 | PAN PRD                         |                                              |
| Omar Ortez Guerrero            | 16-09-2021–15-09-2024 | Magdalena Libre e Independiente |                                              |
| Francisco Arturo Duarte Valdez | 16-09-2024–           | PAN PRI PRD                     |                                              |